# 梁效
梁效是“北京大学、清华大学大批判组”的笔名。“梁效”即“两校”的谐音。该写作组的笔名还有柏青、高路、景华、安杰、秦怀文、郭平、施均、金戈、万山红、祝小章、梁小章等，但以“梁效”的使用频率最高、名声最大。特别重要的文章，仍署全称“北京大学、清华大学大批判组”。

## 缘起和组织
该写作班子最初以“批林批孔研究小组”名义组建于1973年10月，1974年人员调整后定名为“北京大学、清华大学大批判组”。其活动结束于1976年10月。由驻两校的军宣队负责人迟群、谢静宜主持，另有8341部队一名军人任书记，清华、北大各一人任副书记。以北京大学朗润园湖畔一外国专家招待所的幽雅小楼为驻地，门禁森严，除老教授外都集中住宿，不得随便请假，不得向外面（包括自己家人）透露工作内容。物资供应享受外宾标准。组织成员最多时有三、四十人；清华大学10人、北京大学20多人，还有个别从中国人民大学抽调。

## 运转和代表作
该写作班子除了有毛泽东直接向谢静宜下达指示和要求，然后再由谢和迟向“梁效”头头转达、贯彻外，主要根据江青等钓鱼台楼主的授意，或揣测他们的意图进行写作。前后共发表了181篇为他们政治需要服务的文章（撰写219篇），其中三十多篇成为当时圈定的学习文件。其文章多数以显赫位置，首发于《红旗》杂志、《人民日报》、《北京日报》、《光明日报》，《北京大学学报》、《历史研究》也在他们掌握之中。文章一经发表，全国各地大小报刊必先后转载，时有“小报抄大报，大报抄梁效”的说法，被视为中央高层意图的反映。其编写的《林彪与孔孟之道》成为批林批孔运动的主导材料。而《孔丘其人》、《从〈乡党〉篇看孔老二》、《研究儒法斗争的历史经验》、《有作为的女政治家武则天》、《教育革命的方向不容篡改》、《回击右倾翻案风》、《党内确实有资产阶级──天安门事件剖析》、《评邓小平的买办资产阶级经济思想》、《永远按毛主席的既定方针办》等文章，为梁效的代表作。
与“罗思鼎”（上海市委写作组）、“池恒”（《红旗》杂志写作组）、“初澜”（文化部写作组）相比，它权威更高，后台老板更硬，政治影响力更强，消息来源更广，名气更大，网罗的知名学者更多。参加该写作组活动的，年轻一代有范达人（组长，著有《比较当代史学》，北京大学出版社1990）、何芳川、叶朗、胡经之、湯一介等，1980年代以后也成为国内声名卓著的历史学家、文艺学家。
梁效不见于报端的活动，还有搜集、整理江青等订购的材料（30多种），供他们作为攻击政敌（包括国务院各部委和从中央到地方的党政官员）的“炮弹”。在文革末期的1976年，梁效的写作、活动达到高潮。

## 参与者的际遇
江青在人民大会堂会议厅，多次与梁效班子工作人员接谈、合影、宴会，送文冠果、点心等。该写作班子有四人选为第四届人大代表，一人参加中共十大，两人列名毛泽东治丧委员会，享受很高政治待遇。哲学史家冯友兰、历史学家周一良、文学史家林庚、语言学家魏建功等曾任顾问。
1976年10月后，该写作班子因被中共十一大政治报告点名，其成员都受到范围不同、程度不一、长短各异的批判、审查，要求说清楚其与四人帮的关系；部分人员直到1980年代初才得以解脱，恢复了正常的教学、研究著述、出席各种会议、旅行出访。